# 卡齊米日縣

50°16′25″N 20°29′4″E / 50.27361°N 20.48444°E
卡齊米日縣（波蘭語：Powiat kazimierski），是波蘭的縣份，位於該國中部，由聖十字省負責管轄，首府設於大卡齊米日，面積422平方公里，2006年人口35,770，人口密度每平方公里85人。